# Diócesis de Chuncheon
La diócesis de Chuncheon (en latín: Dioecesis Chuncheonen(sis) y en coreano: 천주교 춘천교구) es una circunscripción eclesiástica latina de la Iglesia católica en Corea del Sur y Corea del Norte, sufragánea de la arquidiócesis de Seúl. La diócesis tiene al obispo Simon Kim Ju-young como su ordinario desde el 21 de noviembre de 2020.

## Territorio y organización

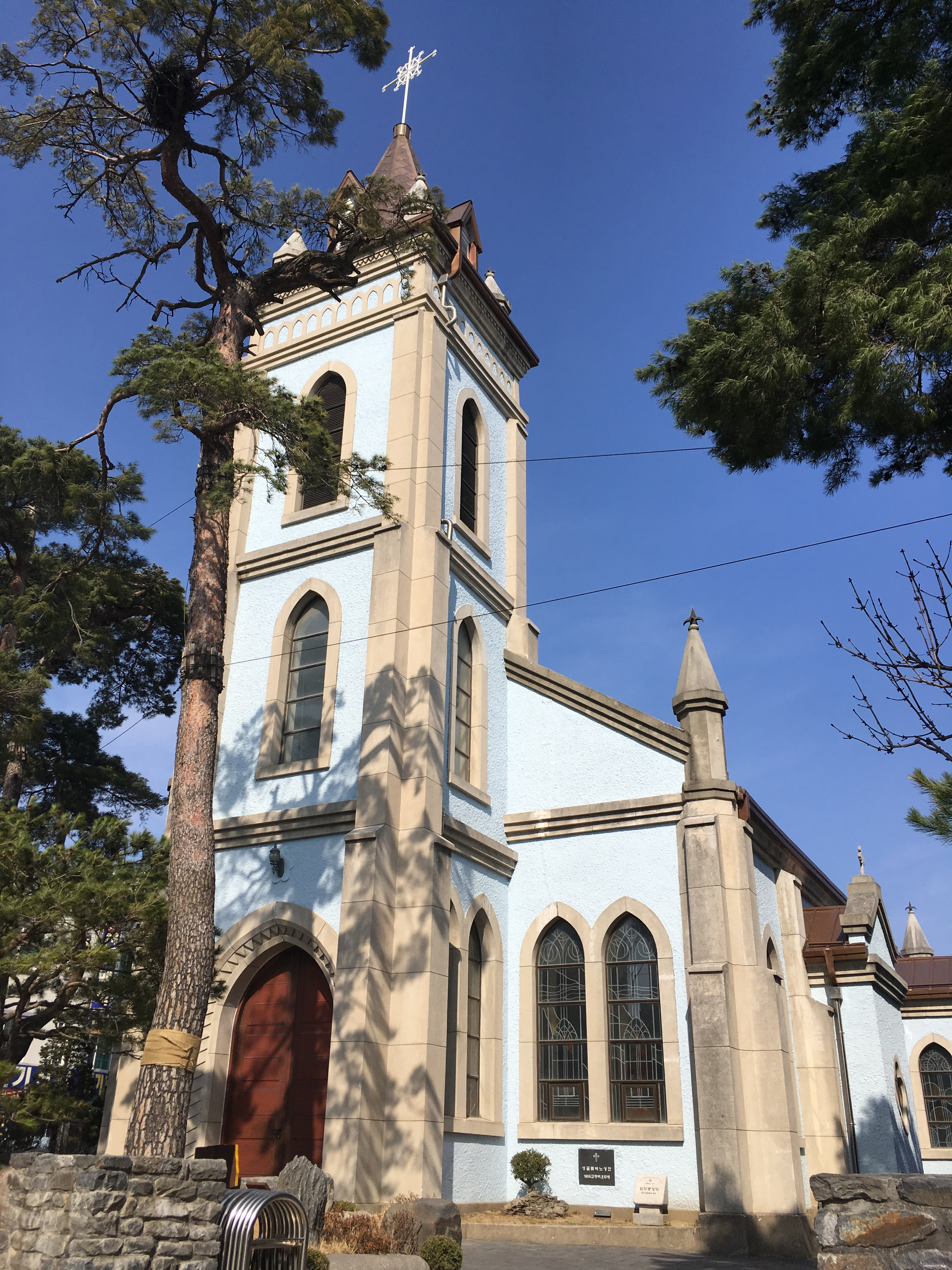
Iglesia católica en Gangneung

La diócesis extiende su jurisdicción sobre los fieles católicos de rito latino residentes en la provincia de Kangwon en Corea del Norte; y en Corea del Sur en la provincia de Gangwon las ciudades de Gangneung, Donghae (en parte), Sokcho, Chuncheon; y los condados de Goseong, Yanggu, Yangyang, Inje, Cheorwon, Pyeongchang (en parte), Hongcheon y Hwacheon; y también en la provincia de Gyeonggi la ciudad de Pocheon y el condado de Gapyeong. Queda también dentro de su jurisdicción la parte este de la Zona desmilitarizada de Corea.
La sede de la diócesis se encuentra en la ciudad de Chuncheon, en donde se halla la Catedral del Sagrado Corazón de Jesús.
En 2019 la diócesis estaba dividida en 61 parroquias.
La persecución de cristianos en Corea del Norte desde 1949 hizo imposible toda actividad eclesiástica en la parte de la diócesis ubicada dentro de ese país. El 30 de junio de 1988 el Gobierno norcoreano creó la Asociación Católica Coreana como una Iglesia estatal para control de los católicos en el territorio de Corea del Norte. Sin embargo, no tiene vínculos con la Santa Sede ni existen sacerdotes en el país. La Asociación Católica Coreana dividió el territorio de Corea del Norte en 3 distritos, uno de los cuales es Donghae, que parece cubrir los territorios de la diócesis de Hamhung, la abadía territorial de Tokwon, y la parte norcoreana de la diócesis de Chuncheon.

## Historia
La prefectura apostólica de Shunsen fue erigida el 25 de abril de 1939 con la bula Ad fidei propagationem del papa Pío XI separando territorio del vicariato apostólico de Seúl (hoy arquidiócesis).
Cuando la Segunda Guerra Mundial llegó a su fin y los japoneses se rindieron en Corea, una parte de la diócesis de Chuncheon cayó bajo el control de las fuerzas de ocupación soviéticas, ya que quedó al norte del paralelo 38 norte que dividió la península coreana. El 9 de septiembre de 1948 fue proclamada la República Popular Democrática de Corea. El régimen comunista abolió las escuelas de fundación católica y confiscó la propiedad religiosa. El 25 de junio de 1950 comenzó la guerra de Corea y la persecución anticristiana se intensificó. Tras el armisticio del 27 de julio de 1953 que puso fin a la guerra de Corea, parte de la provincia de Gangwon situada al norte del paralelo 38 norte quedó dentro de Corea del Sur.
El 16 de julio de 1950 la prefectura apostólica tomó el nombre de prefectura apostólica de Ch'unch'on.
El 20 de septiembre de 1955 la prefectura apostólica fue elevada a vicariato apostólico con la bula Etsi sancta Ecclesia del papa Pío XII.
El 10 de marzo de 1962 el vicariato apostólico fue elevado a diócesis con la bula Fertile Evangelii semen del papa Juan XXIII.
El 22 de marzo de 1965 cedió una parte de su territorio para la erección de la diócesis de Wonju mediante la bula Fidei propagandae del papa Pablo VI.
Desde 2005, el obispo de Ch'unch'on también se convirtió en administrador apostólico de la diócesis de Hamhung, en el territorio de Corea del Norte.
En 2021 tomó su nombre actual.

## Episcopologio
- Thomas Quinlan, S.S.C.M.E. † (22 de noviembre de 1940[9] -9 de febrero de 1942 renunció)
  - Sede vacante (1942-1948)
- Thomas Quinlan, S.S.C.M.E. † (12 de noviembre de 1948-16 de noviembre de 1965 renunció[10]) (por segunda vez)
- Thomas Stewart, S.S.C.M.E. † (1 de febrero de 1966-21 de mayo de 1994 renunció)
- John of the Cross Chang-yik † (11 de noviembre de 1994-28 de enero de 2010 retirado)
- Lucas Kim Woon-hoe (28 de enero de 2010-21 de noviembre de 2020 retirado)
- Simon Kim Ju-young, desde el 21 de noviembre de 2020

## Estadísticas
De acuerdo al Anuario Pontificio 2020 la diócesis tenía a fines de 2019 un total de 90 373 fieles bautizados.
| Año                                                                             | Población            | Población | Población      | Sacerdotes | Sacerdotes    | Sacerdotes    | Bautizados por sacerdote | Diáconos permanentes | Religiosos | Religiosos | Parroquias |
| Año                                                                             | Bautizados católicos | Total     | % de católicos | Total      | Clero secular | Clero regular | Bautizados por sacerdote | Diáconos permanentes | Varones    | Mujeres    | Parroquias |
| ------------------------------------------------------------------------------- | -------------------- | --------- | -------------- | ---------- | ------------- | ------------- | ------------------------ | -------------------- | ---------- | ---------- | ---------- |
| 1970                                                                            | 31 868               | 2 000     | 1.6            | 40         | 11            | 29            | 796                      |                      | 29         | 41         | 23         |
| 1980                                                                            | 35 664               | 1 279 000 | 2.8            | 37         | 23            | 14            | 963                      |                      | 14         | 45         | 28         |
| 1990                                                                            | 45 367               | 1 119 000 | 4.1            | 57         | 50            | 7             | 795                      |                      | 13         | 64         | 34         |
| 1999                                                                            | 61 075               | 1 156 392 | 5.3            | 70         | 62            | 8             | 872                      |                      | 24         | 184        | 46         |
| 2000                                                                            | 64 531               | 1 078 876 | 6.0            | 71         | 64            | 7             | 908                      |                      | 26         | 225        | 42         |
| 2001                                                                            | 66 950               | 1 075 759 | 6.2            | 72         | 62            | 10            | 929                      |                      | 22         | 203        | 47         |
| 2002                                                                            | 69 775               | 1 132 462 | 6.2            | 79         | 66            | 13            | 883                      |                      | 32         | 187        | 47         |
| 2003                                                                            | 70 340               | 1 162 321 | 6.1            | 81         | 69            | 12            | 868                      |                      | 48         | 198        | 47         |
| 2004                                                                            | 72 295               | 1 144 930 | 6.3            | 81         | 70            | 11            | 892                      |                      | 46         | 215        | 49         |
| 2006                                                                            | 73 366               | 1 190 735 | 6.2            | 92         | 79            | 13            | 797                      |                      | 37         | 230        | 49         |
| 2013                                                                            | 82 606               | 1 111 165 | 7.4            | 129        | 92            | 37            | 640                      |                      | 52         | 256        | 57         |
| 2016                                                                            | 86 631               | 1 114 212 | 7.8            | 134        | 99            | 35            | 646                      |                      | 52         | 254        | 60         |
| 2019                                                                            | 90 373               | 1 122 868 | 8.0            | 135        | 101           | 34            | 669                      |                      | 75         | 226        | 61         |
| Fuente: Catholic-Hierarchy, que a su vez toma los datos del Anuario Pontificio. |                      |           |                |            |               |               |                          |                      |            |            |            |